# شوردهنه (آق‌داش)
شوردهنه (به لاتین: Şordəhnə) یک منطقه مسکونی در جمهوری آذربایجان است که در شهرستان آق‌داش واقع شده است. شوردهنه ۹۵۷ نفر جمعیت دارد.